# Le Doux Rêveur
Pour plus de détails, voir Fiche technique et Distribution.
Le Doux Rêveur (From A to Z-Z-Z-Z) est un court métrage d'animation de la série américaine Looney Tunes réalisé par Chuck Jones, produit par les Warner Bros. Cartoons et sorti en 1954.